# Anne-France Dautheville

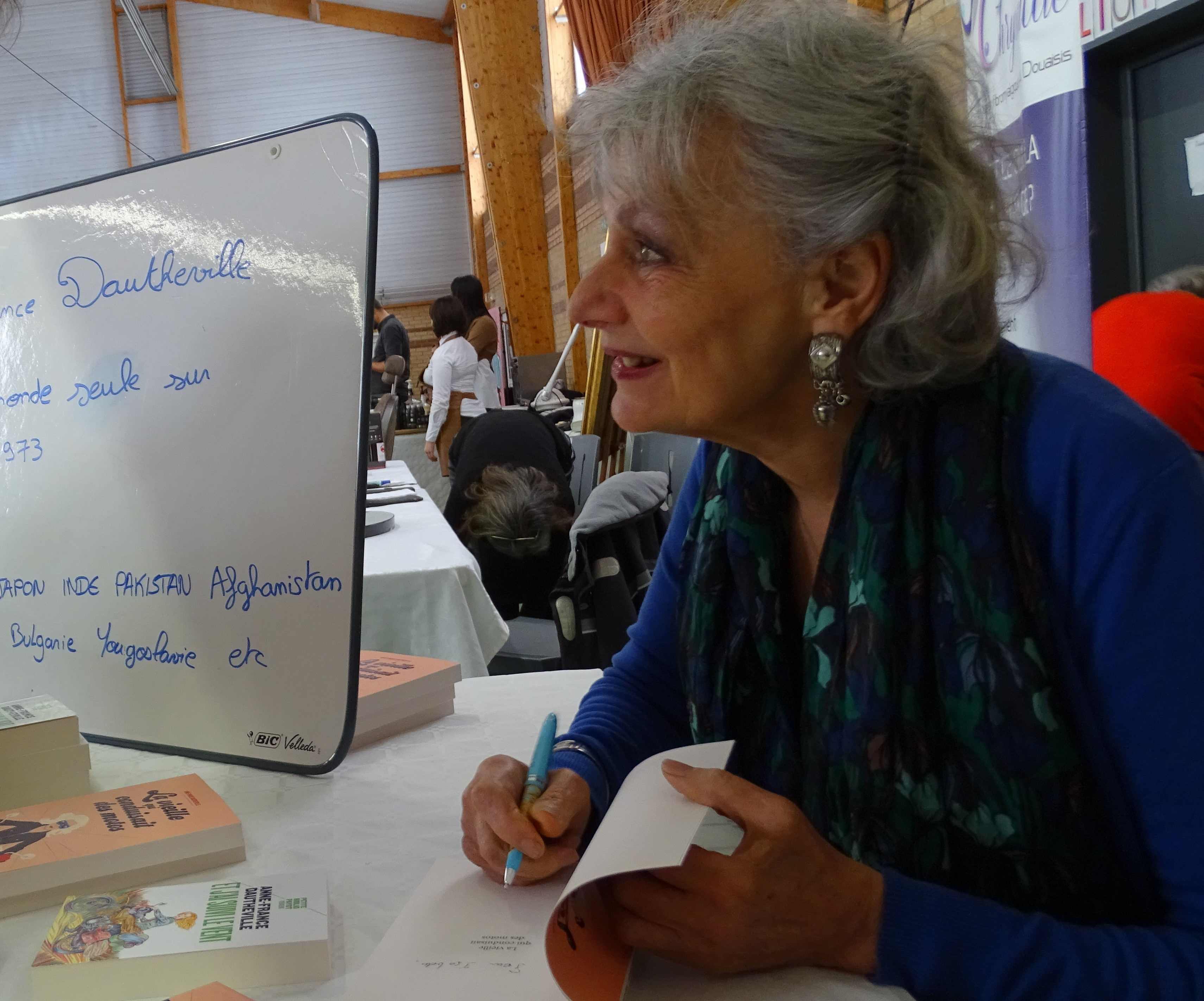
Anne-France Dautheville vor Beginn der Ausfahrt der Frauen-Motorradgruppe Toutes Les Chtis à Moto (2019)

Anne-France Dautheville (geboren am 22. März 1944 in Paris) ist eine französische Journalistin und Autorin. Sie gilt als erste Frau, die in den 1970er Jahren allein Weltreisen mit dem Motorrad unternahm, was sie in mehreren Büchern dokumentierte. Sie lebt heute in dem Ort, in dem sie aufgewachsen ist, La Ferté-sous-Jouarre, östlich von Paris.

## Leben
Anne-France Dautheville verbrachte ihre Kindheit in Paris, in der Rue Lauriston im 16. Arrondissement, und in einem Dorf im Département Seine-et-Marne. Ihre Mutter ist Elsässerin, ihr Vater kommt aus den Sevennen.
Nach dem Abitur und einem Bachelor of Arts an der Sorbonne arbeitete sie als Werbetexterin für Unternehmen wie Radio Luxembourg, J. Walter Thompson und die Agentur Havas. Im Mai 1968 kaufte sie sich ein Honda-Moped, da die Studentenrevolten in Paris dazu führten, dass die U-Bahnen unregelmäßig fuhren. Zu dieser Zeit begann sie Frankreich zu bereisen. 1971 gab sie ihre Angestelltentätigkeit auf.

## Motorradreisen
Im Nachrichtenmagazin L’Express bemerkte sie im Jahr 1972 einen kurzen Artikel, in dem die Raid Orion erwähnt wurde, der erste Motorradwettbewerb zwischen Paris und Isfahan (Iran), der von der European Raid Guild und der Zeitschrift Moto Revue ausgerichtet wurde. Sie wurde jedoch als einzige Frau, die sich unter 92 männlichen Teilnehmern beworben hatte, abgelehnt. Ein zufälliges Gespräch, einige Tage später, mit einem der Organisatoren der Rallye, führte jedoch doch noch zu der Zusage, an der Rallye teilzunehmen. Am 31. Juli 1972 war sie Teil der Startgruppe auf der Avenue des Champs-Élysées in Paris. Abgesehen von der technischen Ausstattung mit einer Moto Guzzi V7, die ihr geliehen wurde, musste sie ihre Reise selbst finanzieren. Bei ihrer Ankunft in Isfahan beschloss sie, den Weg fortzusetzen und folgte einer Gruppe von elf Radfahrern durch Afghanistan, später – auf fünf reduziert – durch Pakistan.
Am 13. November 1972 kehrte sie nach Frankreich zurück, wo sie im Landhaus ihrer Eltern in La Ferté-sous-Jouarre ihr erstes Buch schrieb, Une demoiselle sur une moto, das ihre Sicht auf die Rallye beschreibt. Ihren Angaben zufolge hätten Gerüchte über sie in der Motorradwelt sie danach zu ihrer Weltumrundung bewegt: Sie sei eine Lesbe, eine Nymphomanin und hätte die Rallye in einem Lastwagen beendet. Wütend habe sie daraufhin dem Chefredakteur des Magazins Champion erklärt: „Ich werde das allein wiederholen und das von einem Gerichtsvollzieher dokumentieren lassen!“ Auf einer 125er Kawasaki umrundete sie 1973 die Welt, durch Kanada, Alaska, Japan, Indien, Pakistan, Afghanistan, Iran, die Türkei, Bulgarien, Jugoslawien, Österreich, Deutschland und Frankreich, was sie im 1975 erschienenen Buch Der Wind war mein Begleiter nacherzählt. Auf der Reise durchquerte sie drei Kontinente und absolvierte insgesamt rund 20.000 km. Im Jahr 1975 unternahm sie auf einem BMW R 75/5 eine komplette Tour durch Australien. 1978 fuhr sie auf einer BMW von Cairns nach Darwin, um den Film Follow that girl! zu drehen.
1981 führten sie ihre Reisen auf einer 250er Honda durch Südamerika. Es war ihre letzte große Reise, die zu einem Buch führte, dem 1982 erschienenen Wohin der Wind mich trieb. Wenn es die Verbindung ermöglichte, wurden ihre Abenteuer in der Radiosendung Loup-Garou von Patrice Blanc-Francard auf France Inter ausgestrahlt. Nach der Rückkehr von ihrer Reise schrieb sie Artikel für Paris Match und Moto Revue.
2016 ließ sich das Modehaus Chloé für seine Herbst-Winter-Kollektion von Anne-France Dautheville inspirieren. Modedesignerin Clare Waight Keller berichtete gegenüber der Zeitschrift Vanity Fair von ihrer Motivation: „Ich habe Anne-France entdeckt, als ich für die Kollektion Motocross recherchiert habe. Unter so vielen Bildern von Jungs auf Motorrädern fiel mir dieses Biker-Chick ins Auge, das abwechselnd Lederkombis und lange Röcke trug. Sie verkörperte perfekt die femme Chloé, eine Mischung aus sanfter Weiblichkeit und einer sehr coolen jungenhaften Haltung. Denselben Freigeist fand ich in ihren Werken und in ihren Bildern.“
An ihrem sechzigsten Geburtstag im Jahr 2004 begab sich Dautheville erneut auf eine Motorradreise auf einer gebrauchten 800er BMW, diesmal nur durch Frankreich. Zu diesem Zeitpunkt hatte sie zehn Jahre nicht auf einem Motorrad gesessen. Über die Reise als ältere Frau auf einem Motorrad, durchsetzt an Erinnerungen an frühere Reisen, schrieb sie das 2019 erschienene Buch La vieille qui conduisait des motos. Nach einem größeren Unfall im Jahr 2012 gab sie das Motorradfahren endgültig auf.
Im Jahr 2019 wurde der unter anderem vom Südwestrundfunk produzierte fiktionale Tierfilm L'Odyssée du loup im französischen Fernsehen ausgestrahlt, der auf einem Text von Anne-France Dautheville basiert. Regie führte Vincent Steiger.

## Werke
- Une demoiselle sur une moto, Flammarion, 1973.
- Et j'ai suivi le vent, Aventures vécues de Flammarion, 1975. Rééd. Petite bibliothèque Payot Voyageurs, 2017.
  - Der Wind war mein Begleiter, übersetzt von Susanne Lepsius. Scherz Verlag 1976. Neuauflage: Fischer Taschenbuch, Frankfurt am Main 2017, ISBN 978-3-596-31821-6.
- L'Histoire de Jeff Walcott, Belfond, 1978.
- La Piste de l'or, Plon, 1982.
  - Wohin der Wind mich trieb. Eine Frau erobert mit Mut, Charme und Motorrad den amerikanischen Kontinent. 21.000 km Abenteuer, vor denen die meisten Männer kapitulieren würden, übersetzt von Susanne Lepsius. Scherz Verlag 1983. Neuauflage: Fischer Digital E-Book, Frankfurt am Main 2017.
- Le Voleur d'images, Plon, 1983.
- La Ville sur l'eau. Plon, 1985.
- Les Anges de sainte Catherine. Stock, 1987.
- Les Variations Maraldi. Julliard, 1989.
- L'Africaine, Olivier Orban, 1990.
- Les Chevaux du ciel. Le Rocher, 1992.
- Julie chevalier de Maupin. Lattès, 1995.
- Les Très Riches Heures de Meslois sur le Sansonnet. Olympio, 2000.
- Le Grand Dictionnaire de mon petit jardin. Minerva, 2004.
- zusammen mit Pierre Gay: Les Zoos pour quoi faire? Delachaux et Niestlé, 2005.
- L'Intelligence du jardinier. Arthaud, 2009.
- zusammen mit Fabien Lecoutre: Mit dem Motorrad durch die Alpen (Michelin Campingführer). Gräfe und Unzer, München 2012, ISBN 978-2-06-717682-9.
- Le Grand Dictionnaire de mon petit jardin. Belin, 2013.
- Les Miscellanées des plantes. Buchet Chastel, Paris 2016.
  - Alles über Pflanzen und ein bisschen mehr, übersetzt von Anja Malich. Reinbek, Kindler Verlag 2019, ISBN 978-3-463-40703-6.
- Les Miscellanées de mon jardin. Buchet Chastel, Paris 2018.
- Impressions d'Avicenne. Amazon E-book, 2016.
- La vieille qui conduisait des motos. Payot, Paris 2019.
- Harmonie. Alma, 2019.
- Miscellanées des fleurs. Tout sur les Fleurs et un peu plus encore. Buchet Chastel, Paris 2020, ISBN 978-2-283-03308-1.
- Roule ma poule! Mes balades magiques à moto. Payot, Paris 2024, ISBN 978-2-228-93561-6.
- L'Australie, c'est en bas à droite. Payot, Paris 2021. Neuauflage 2024, ISBN 978-2-228-93573-9.

## Verfilmungen
- 2018: L'Odyssée du loup, Regie: Vincent Steiger

## Weiterführende Literatur
- Amy Novesky: Das Mädchen auf dem Motorrad. Mit Illustrationen von Julie Morstad. Zuckersüß Verlag, Berlin 2020, ISBN 978-3-9821379-7-1.